# Tomás Surí Salcedo
Tomás Surí Salcedo (Santa Marta, 18 de septiembre de 1865-Ciudad de Panamá, 1929) fue un empresario y político colombiano. 

## Biografía
Nacido el 18 de septiembre de 1865 en Santa Marta, en el departamento del Magdalena y estudió la secundaria en Barranquilla en el colegio del educador alemán Karl Meisel. Se traslada a Bogotá y continúa con sus estudios secundarios en el Colegio Santiago Pérez, finalizó estudios de Comercio y Economía en Estados Unidos, al regresar a Colombia inicia sus labores con su padre en el aserradero “La Industria” siendo en su época una de las empresas más importantes por el gran número de obreros en el que se le daba trabajo.

## Educación
Educado en Barranquilla, cursó estudios de Comercio y Economía en los Estados Unidos, a su regreso  a Colombia trabajó en la empresa familiar. También incursionó en la política de Colombia propugnando el desarrollo de la canalización de Bocas de Ceniza, la desembocadura del río Magdalena en el mar Caribe, a la altura de Barranquilla, lo que permitió reubicar el puerto en el casco urbano de la ciudad, en la margen occidental del río, a 20 km de su desembocadura.

## Carrera política
Tomás Suri Salcedo fue varias veces presidente del directorio del Partido Liberal Colombiano en el departamento del Atlántico y también fue el delegado ante las convenciones nacionales de su partido. En diferentes períodos desempeñó la presidencia del concejo de Barranquilla.
Tomás Suri Salcedo actuó como representante al congreso en los años de 1915 a 1916. Fue Ministro de Hacienda en la administración de José Vicente Concha en 1918. También estuvo encargado del Ministerio de Tesoro.
En 1920 asistió como delegado de Colombia a la Segunda Conferencia Financiera Panamericana que se reunió en Washington. 
En 1924 fue nombrado miembro de la comisión Fiscal en Londres. Fue escritor sobrio y enjundioso, publicó varios artículos sobre las haciendas públicas en Colombia y sobre las vías de comunicación.

## Proyecto Bocas de Ceniza
Tomás Surí Salcedo intervino en la gestión de la obra de Bocas de Ceniza, a la que se dedicó por muchos años de su vida, dictando  conferencias, interesando a las personas influyentes de la capital, interviniendo en los debates y movilizando la opinión pública en el Atlántico. Se recuerda su afortunada exposición ante la Cámara de Comercio de Barranquilla, en 1919, en el que marcó el comienzo de la organización de la Compañía Colombiana de Bocas de Ceniza iniciadora de los primeros estudios técnicos.
En 1919, la Compañía Colombiana de Bocas de Ceniza celebró un contrato con el Gobierno Nacional para la ejecución de las obras. Su directiva quedó integrada por Tomás Surí Salcedo, José Fuenmayor Reyes, Manuel Julián Alzamora, Víctor Dugand y Clodomiro Salas, miembros de la Junta Directiva de la recién constituida Cámara de Comercio de Barranquilla.
La crisis de 1929, se paralizó el proyecto, pero por iniciativa de los hermanos Roberto y Karl Parrish, el gobierno colombiano suscribe un contrato con Winston Brothers para la terminación de los trabajos e inaugurados solemnemente por el presidente Alfonso López Pumarejo en 1936. El 22 de diciembre se oficializó la apertura del canal navegable y se inauguraron las instalaciones del Terminal Marítimo y Fluvial.

## Obras
Se gestionó en la construcción del mercado de granos y la adquisición del extenso predio del Parque Once de Noviembre, parcelado hoy y con valiosas edificaciones como la Piscina Olímpica o Liga de Natación del Atlántico, el centro de cultura física, el Comando de las Fuerzas Armadas, varios colegios públicos, una estación de bomberos, un coliseo cubierto y los futuros edificios para la Sociedad de Mejoras Públicas y un teatro municipal.